# کلیسای میخائیل آرخانگل از گورودتس

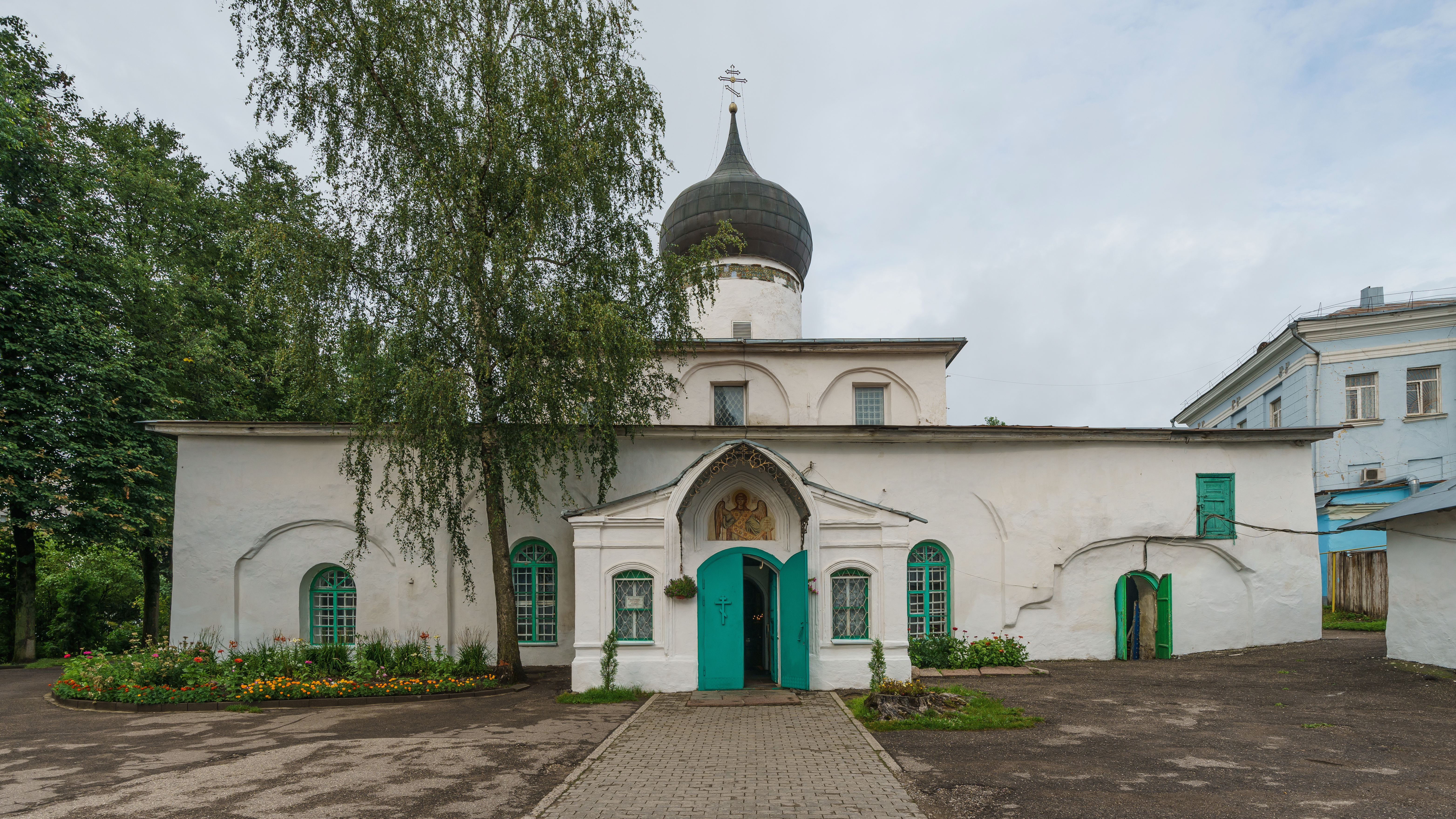

کلیسای میخائیل آرخانگِل از گورودِتس (به روسی: Церковь Михаила Архангела с Городца) یا کلیسای میخائیل و گاوریل آرخ‌انگِل‌ها از گورودِتسا - کلیسای ارتدوکس در پسکوف است. این بنا یک یادمان تاریخی و فرهنگی با اهمیت فدرال از قرن‌های ۱۴ تا ۱۸ میلادی است. در شهرک میانه واقع شده است.

## توصیف
این کلیسا از سنگ آهک ساخته شده و سطح آن پوشیده و سفیدکاری شده است. ابعاد (براساس محاسبات اوکولیش-کازارین): طول کلیسا ۱۰ سایه و ۲ آرش، بزرگ‌ترین عرض ۱۲ سایه و ۱ آرش، ارتفاع ۴ ساج و ۲ آرش است. گنبد شمالی به نام «قرار دادن کمربند حضرت مریم» ساخته شده است و گنبد جنوبی از بین رفته است، زمان دقیق آن مشخص نیست.

## تاریخ
- در سال ۱۳۳۹ میلادی بر اساس کتیبه‌ای که بر روی سنگی در داخل کلیسا قرار دارد، تأسیس شده است.[۱]
- این کلیسا مرکز اداری بخش گورودِتسکی شهر پسکوف بود.[۲]
- «در سال ۷۱۲1 (1613) ماه نوامبر در روز ۸، در روز جشن آرخ‌انگِل میخائیل و سایر نیروهای آسمانی، محراب خداوند و نجات‌دهنده ما عیسی مسیح و کلیسای به نام آرخ‌انگِل میخائیل تقدیس شد…»
- «در سال‌های ۷۲۰2 (1694) و ۷۲۰3 (1695)، در دوران پادشاهی شاهان و شاهزادگان شریف ایوان آلکسیویچ و پیتر آلکسیویچ، فرمانروایان تمام روسیه بزرگ، کوچک و سفید، و در دوران اسقف اعظم اندریان، اسقف مسکو و همه روسیه و تمام کشورهای شمالی، و به برکت اسقف اعظم ایلاریون، اسقف پسکوف و ایزبورسک، کلیسای جدید آرخ‌انگِل میخائیل بازسازی شد و دیوارهای داخلی و سقف‌ها بازسازی شدند و سرپوش فلزی جدید نصب شد و صلیب طلاکاری شده بر روی گنبد نصب گردید که از درآمد کلیسا توسط اهالی پسکوف، نیکفور ایوانوویچ و گاوریل سویچنین، رئیس‌هیئت ساخته شد.»
- در سال ۱۸۶۳، ایکونوستاس کلیسای اصلی تجدید شد.
- در اوایل قرن ۲۰، کلیسا به کلیسای هنگ گردان ۹۴ پیاده‌نظام ینی‌سی تبدیل شده بود.
- از سال ۱۹۲۵، کلیسا به مرکز اصلی طرفداران کلیسای ارتدوکس پاتریارکی تبدیل شد (کلیسای جامع تروتسکی در آن زمان به دست نوگرایان افتاده بود). در سال ۱۹۲۹، این کلیسا به کلیسای جامع آرخ‌انگِل میخائیل تغییر نام داد.
- در ۵ ژوئیه ۱۹۳۶، کلیسای جامع آرخ‌انگِل میخائیل بسته شد و ساختمان کلیسا به موزه انتقال یافت.
- در زمان اشغال، کلیسا توسط نمایندگان مأموریت ارتدوکس پسکوف باز شد.
- در سال‌های ۱۹۴۶–۱۹۴۸، مرمت کلیسا انجام شد و بخش‌هایی از الحاقات قرن ۱۹ حذف شدند.
- در سال ۱۹۶۰، بر اساس تصمیم شورای وزیران جمهوری فدرال سوسیالیستی روسیه شماره ۱۳۲۷ از تاریخ ۳۰ اوت، کلیسا به عنوان یک یادمان با اهمیت جمهوری تحت حفاظت دولت قرار گرفت.
- در سال ۱۹۹۵، کلیسا به کلیسای ارتدوکس روسیه بازگشت.